# Булгаково (Ногинский район)
Булга́ково — деревня в Богородском городском округе Московской области России, входит в состав городского поселения Электроугли.

## Население
| 1852 | 1859 | 1869 | 1926 | 2010 |
| ---- | ---- | ---- | ---- | ---- |
| 93   | ↗97  | ↘67  | ↗85  | ↘73  |

## География
Деревня Булгаково расположена на востоке Московской области, в юго-западной части Богородского городского округа, на Носовихинском шоссе, примерно в 26 км к востоку от Московской кольцевой автодороги и 18 км к юго-западу от центра города Ногинска.
Рядом с деревней проходят пути Горьковского направления Московской железной дороги, в 3 км к западу — Кудиновское шоссе Р109, в 11 км к северу — Горьковское шоссе М7, в 10 км к востоку — Московское малое кольцо А107.
Ближайшие населённые пункты — город Электроугли и рабочий посёлок имени Воровского, с которыми, помимо окружного центра, деревня связана автобусным сообщением (маршруты № 29 и № 49).
В деревне две улицы — Светлая и Центральная; приписано четыре садоводческих товарищества (СНТ).

## История
В середине XIX века деревня относилась ко 2-му стану Богородского уезда Московской губернии и принадлежала коллежскому асессору Анне Михайловне Каринской. В деревне было 11 дворов, крестьян 40 душ мужского пола и 53 души женского.
В «Списке населённых мест» 1862 года — владельческая деревня 2-го стана Богородского уезда Московской губернии по железной Нижегородской дороге, в 24 верстах от уездного города и 23 верстах от становой квартиры, при колодце, с 12 дворами и 97 жителями (52 мужчины, 45 женщин).
По данным на 1869 год — деревня Кудиновского сельского общества Васильевской волости 2-го стана Богородского уезда с 12 дворами, 10 деревянными домами и 67 жителями (29 мужчин, 38 женщин).
В 1913 году — 9 дворов.
По материалам Всесоюзной переписи населения 1926 года — деревня Кудиновского сельсовета Васильевской волости Богородского уезда в 3 км от Кудиновского шоссе и 3 км от станции Кудиново Нижегородской железной дороги, проживало 85 жителей (45 мужчин, 40 женщин), насчитывалось 17 крестьянских хозяйств.
С 1929 года — населённый пункт Московской области в составе:
- Сафоновского сельсовета Богородского района (1929—1930)[14],
- Сафоновского сельсовета Ногинского района (1930—1935)[15],
- Кудиновского сельсовета Ногинского района (1935—1954)[15].

Решением Московского областного комитета от 22 июня 1954 года № 550 деревня была передана в административное подчинение рабочему посёлку Электроугли.
Постановлением Правительства Российской Федерации от 8 августа 2009 года № 647 и Законом Московской области от 28 февраля 2005 года № 82/2005-ОЗ с изменениями, внесёнными в него 23 сентября 2010 года, вновь образована на территории городского поселения Электроугли Ногинского муниципального района Московской области.